# Obwodnica północna aglomeracji trójmiejskiej

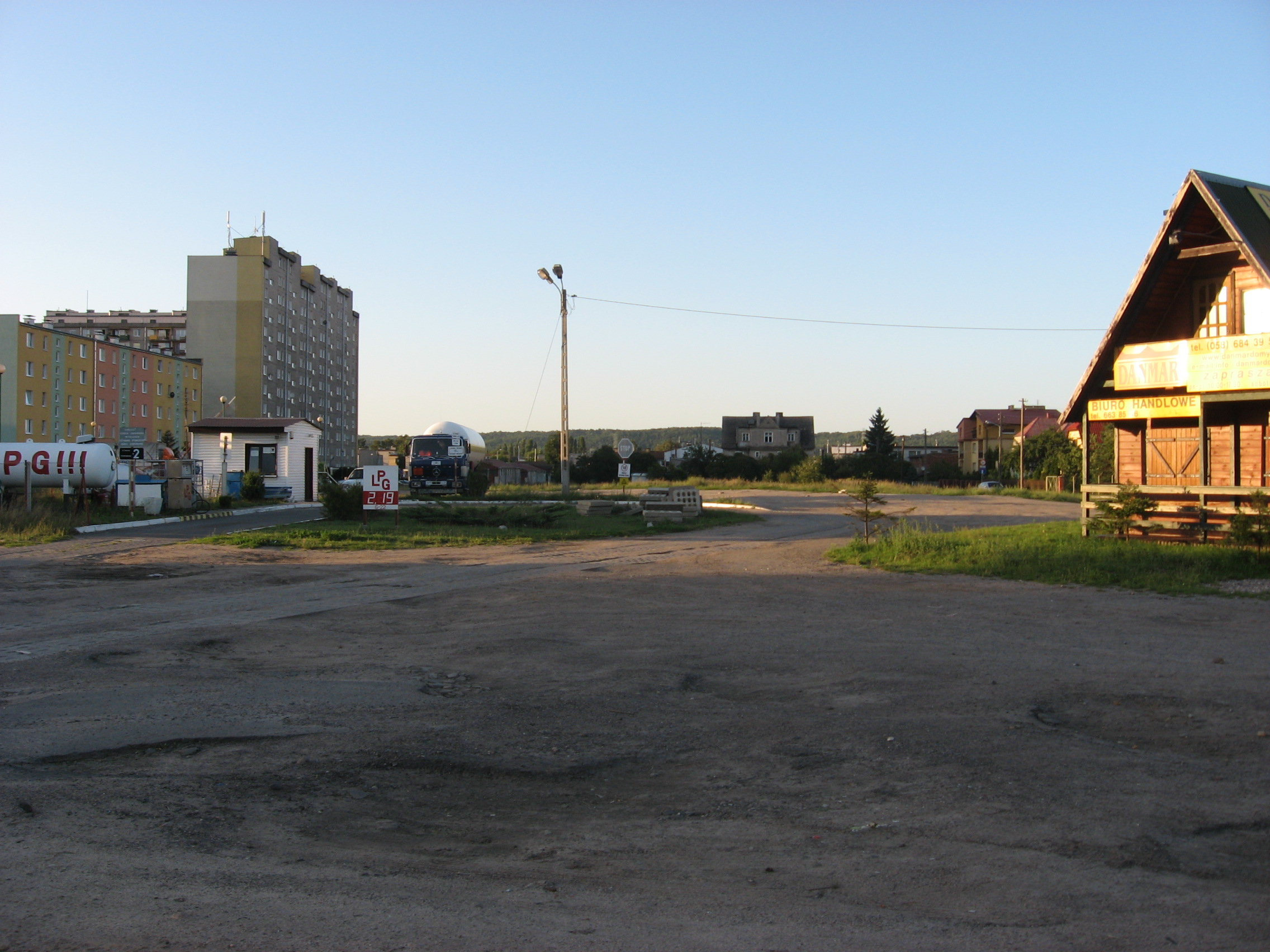
Miejsce planowanego początku trasy w Gdyni na granicy dzielnic Cisowa i Chylonia.

Obwodnica północna aglomeracji trójmiejskiej (OPAT) – planowana droga o ruchu przyspieszonym, która ma na celu odciążenie ruchu tranzytowego na drodze krajowej nr 6, omijając w ten sposób tereny zabudowane: gdyńskiej dzielnicy Cisowa oraz całych miast Rumia i Reda. Trasa będzie przedłużeniem obwodnicy Trójmiasta, mając swój początek w Gdyni na granicy dzielnic Cisowa i Chylonia, a następnie przebiegać na północ od terenów zabudowanych. Po przecięciu drogi wojewódzkiej nr 216 w Redzie trasa ma włączać się w ul. Wejherowską i wrócić do obecnego przebiegu drogi krajowej nr 6. Planowana długość trasy to ok. 14,3 km, a koszt realizacji - od 1,2 do 1,6 mld zł. Dzięki obwodnicy usprawniony zostanie także dojazd w kierunku Helu. 13 lipca 2012 roku wystartowała obywatelska akcja na rzecz budowy obwodnicy północnej aglomeracji Trójmiasta.